# Liliya Ivashko
Liliya Ivashko –en ucraniano, Лілія Івашко– es una deportista ucraniana que compitió en esgrima, especialista en la modalidad de espada. Ganó una medalla de bronce en el Campeonato Mundial de Esgrima de 1993, en la prueba por equipos.

## Palmarés internacional
| Campeonato Mundial | Campeonato Mundial | Campeonato Mundial | Campeonato Mundial |
| Año                | Lugar              | Medalla            | Prueba             |
| ------------------ | ------------------ | ------------------ | ------------------ |
| 1993               | Essen (Alemania)   | Medalla de bronce  | Espada por equipos |